# 吴伟

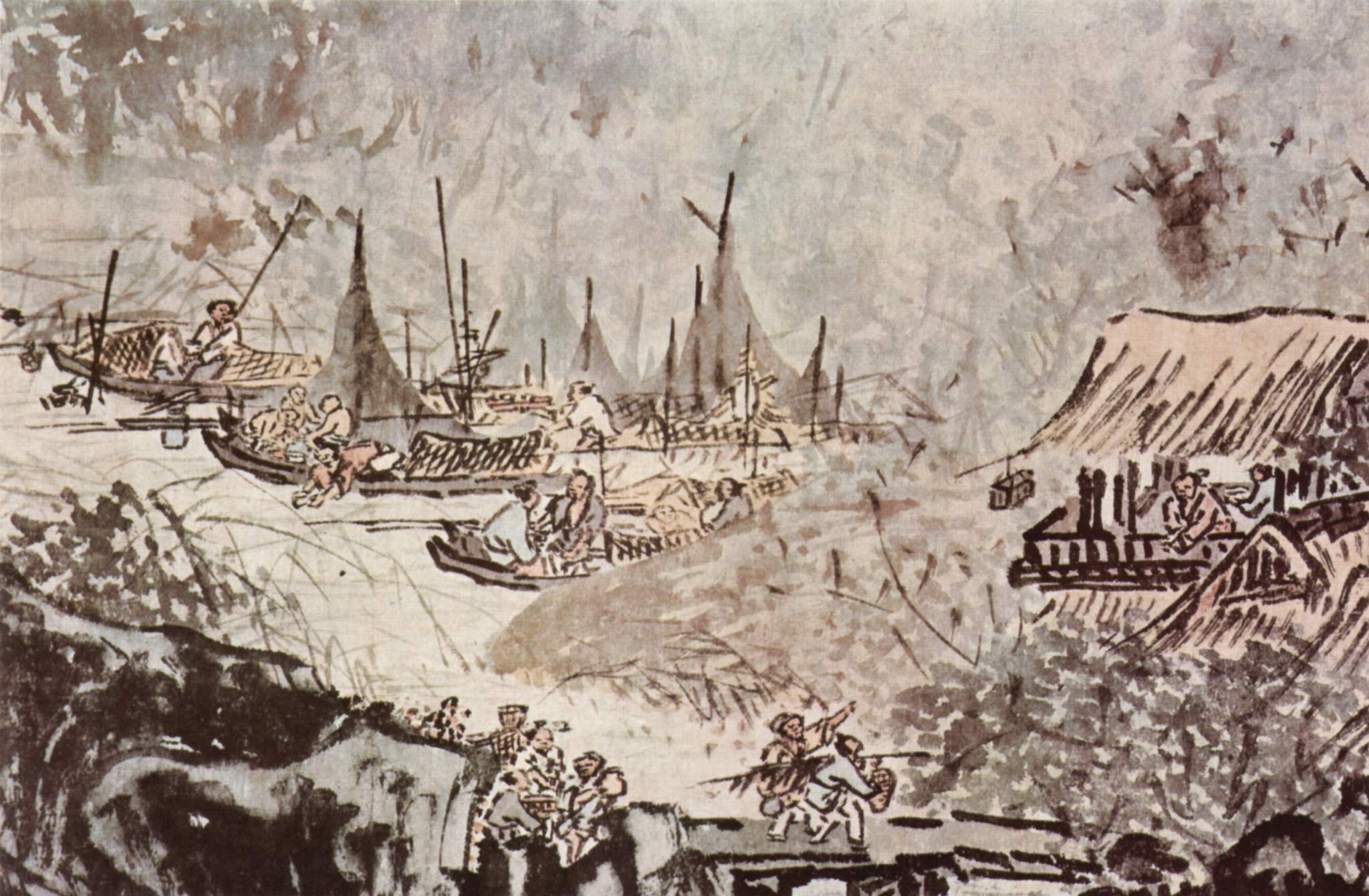

吴伟（1459年—1508年），字次翁，又字士英、鲁夫、号小仙，江夏（今湖北省武汉）人，明朝画家。

## 生平
祖父吴用廉官居河南南阳府豫州、河北大名府開州的知府。父亲吴剛翁中过举人，但“烧丹破其家”，致使家道中落。吴伟幼时即为孤儿，“龆时流落至虞”，八岁左右被时任湖广布政使钱昕收養，为其子伴读。十七岁时遊南京，受到成国公朱仪赏识。朱仪惊呼吴伟为小仙。憲宗時，待詔仁智殿。孝宗時，授錦衣衛百戶，賜印章曰「畫狀元」。其性好劇飲狎妓，浪漫不羈。不久因得罪權貴，放歸南京。吴伟十分感慨地说，“吾今识士宦矣。”武宗正德三年（1509年）再次受诏前去北京，途中因飲酒猝逝。

## 艺术风格
其画法与戴进神似，被归入浙派画家，但亦自由特色，被称为“江夏画派”或“江夏派”。作品有广东省博物馆藏的《仿李公麟洗兵图卷》。